# Mantello (bosco)

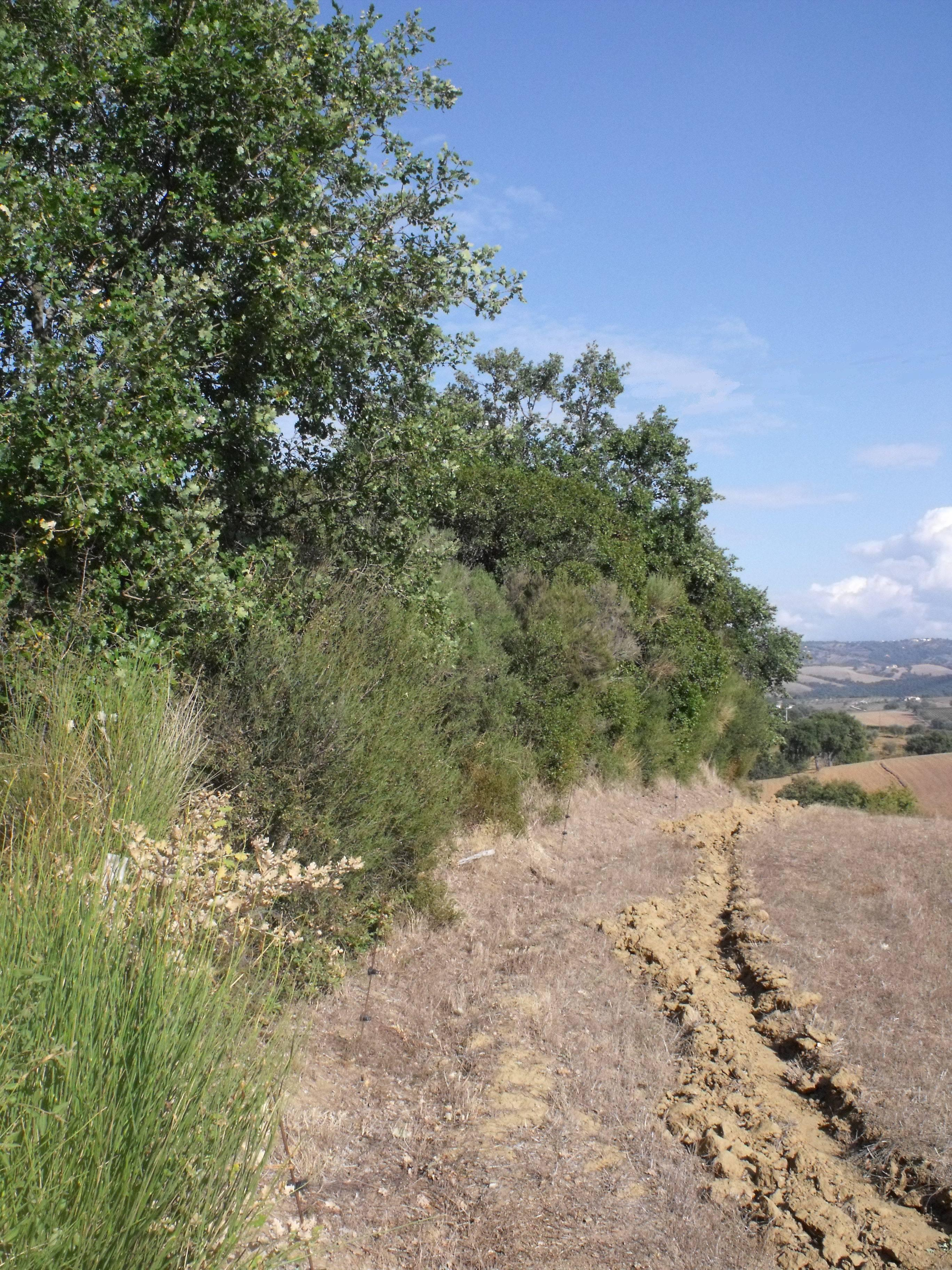
Mantello di un bosco mediterraneo in Toscana in ottobre. L'orlo è secco a causa del protrarsi della siccità estiva.

Il mantello di un bosco è il bordo, composto da piante arbustive, che separa un'area boschiva da un prato o un'area coltivata.

## Ecologia
Le specie vegetali che compongono il mantello di solito non sono le stesse che compongono il bosco, si tratta infatti di piante più eliofile e nitrofile che formano intrichi di rami e spine spesso insuperabili. Tra le piante tipiche del mantello possiamo citare il nocciolo, la ginestra, i rovi, la fusaggine, il prugnolo, la ginestrella, gli asparagi e molte altre.
La siepe si distingue dal mantello sia perché di solito non è contigua ad un bosco, sia perché è una struttura artificiale mantenuta e curata dall'uomo.

## Orlo
Il mantello di solito ha un ulteriore bordo esterno denominato orlo e composto da piante erbacee, come la fragolina di bosco, alcuni gerani ed altre di origine forestale e molto diverse da quelle della prateria.

## Importanza per il bosco
Il mantello è un grande produttore di semi che invadono sia il bosco (dove di solito le piantine non trovano le condizioni idonee per la germinazione) sia la prateria antistante dove possono formare nuclei a partire dai quali il bosco si potrà espandere.